# Passiflora pilosa
Passiflora pilosa es una especie fanerógama de la familia Passifloraceae.

## Clasificación y descripción de la especie
Planta herbácea trepadora hasta de 3 m de alto, con gruesas raíces leñosas; peciolos provistos de 2 glándulas nectariales sésiles o estipitadas, hojas ampliamente ovadas en contorno general, agudas en el ápice, levemente cordadas o subtruncadas en la base, 3 a 5-lobadas; flores dispuestas por pares, o bien, las de los nudos inferiores solitarias, sobre pedúnculos de 1 a 3 cm de largo, provistos de brácteas; flores ligeramente aromáticas, de 3 a 4 cm de diámetro; sépalos ovado-triangulares a oblongo-lanceolados, de 9 a 20 mm de largo, agudos a redondeados en el ápice, blanco-verdosos por fuera, blanquecinos por dentro; pétalos ovado-triangulares a oblongo-ovados, de 9 a 19 mm de largo, blancos; paracorola formada por una serie de filamentos blancos en la base, de color crema hacia el ápice, con 4 o 5 bandas moradas; androginóforo de 7.5 a 8 mm de largo, anteras de 4 a 5 mm de largo; ovario elipsoide-ovoide, agudo hacia el ápice, glabro; fruto ovoide a ampliamente ovoide, de 3 a 3.8 cm de largo y 2.3 a 2.7 cm de diámetro; semillas obovadas, de 4.5 a 4.8(5.2) mm de largo, de 2.8 a 3 mm de ancho, finamente reticulado-foveoladas.

## Distribución de la especie
Distribuida en el centro y sur de México, así como en el centro de Guatemala.

## Ambiente terrestre
Se desarrolla en encinares, en un gradiente altitudinal que va de los 2000 a los 2100 m s.n.m. Florece de julio a septiembre y fructifica de septiembre a noviembre.

## Estado de conservación
No se encuentra bajo ningún estatus de protección.